# トッリチェ
トッリチェ（伊: Torrice）は、イタリア共和国ラツィオ州フロジノーネ県にある、人口約4,700人の基礎自治体（コムーネ）。

## 地理

### 位置・広がり

#### 隣接コムーネ
隣接するコムーネは以下の通り。
- アルナーラ
- ボヴィッレ・エルニカ
- フロジノーネ
- リーピ
- ヴェーロリ

### 気候分類・地震分類
トッリチェにおけるイタリアの気候分類 (it) および度日は、zona D, 1981 GGである。
また、イタリアの地震リスク階級 (it) では、zona 2B (sismicità media) に分類される。

## 行政

### 分離集落
トッリチェには、以下の分離集落（フラツィオーネ）がある。
- Cervona, Mincioni-Forcella-Tufare, San Martino, Sant'Antonio, Selva Piana, Trivio, Via Piana